# Mettau

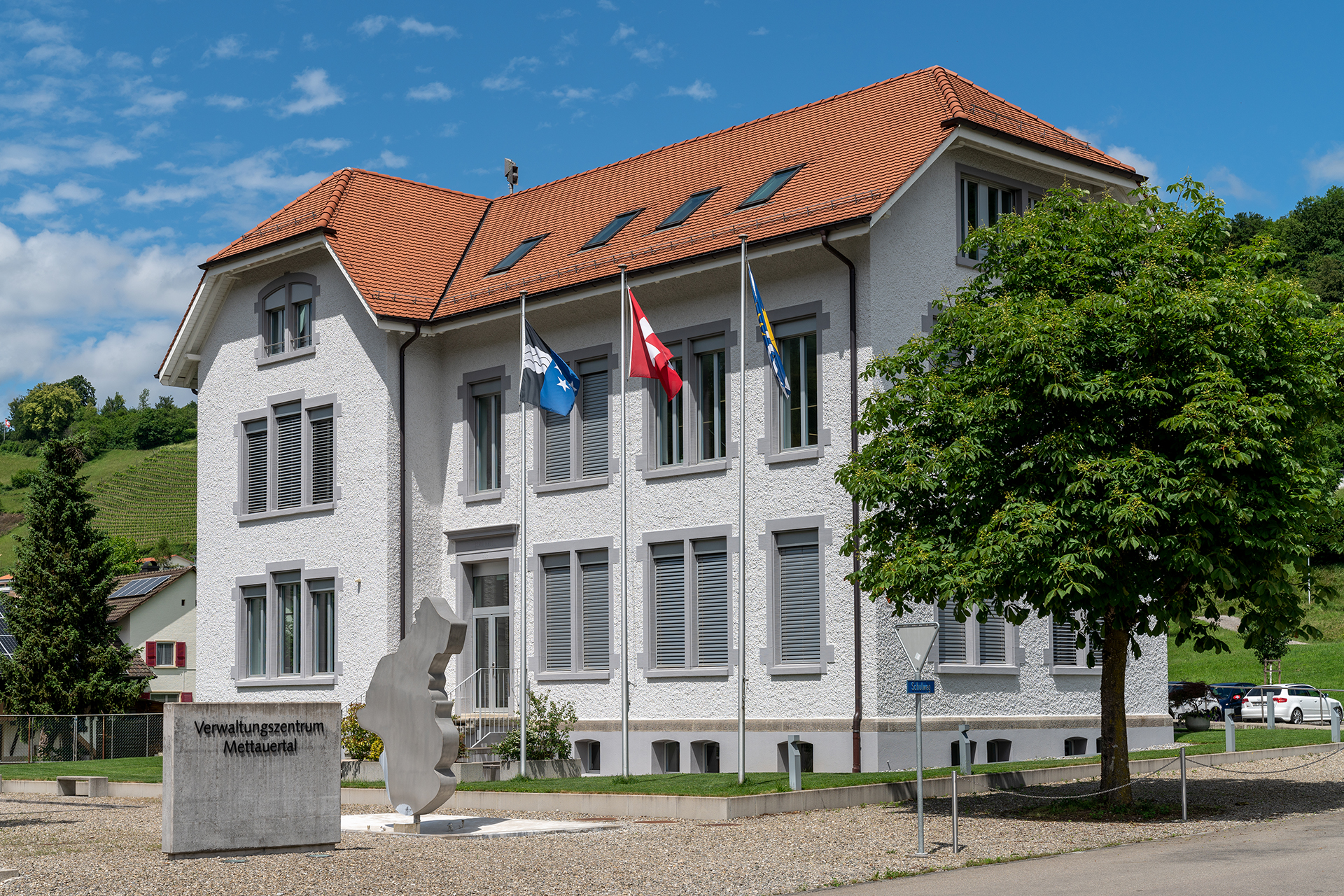
Kommunförvaltningen i Mettau.

Mettau (schweizertyska: Mätteb) är en ort i kommunen Mettauertal i kantonen Aargau, Schweiz. Orten var före den 1 januari 2010 en egen kommun, men slogs då samman med kommunerna Etzgen, Hottwil, Oberhofen och Wil till den nya kommunen Mettauertal. Mettau är den nya kommunens huvudort.